# Aníbal Barrow
Anibal Barrow (San Pedro Sula, 15 de septiembre de 1948 – 24 de junio de 2013), fue un periodista hondureño, presentador del programa de televisión matutina Aníbal Barrow y Nada Más, asesinado en el año 2013.

## Biografía
Aníbal nació en la ciudad de San Pedro Sula y luego se trasladó a Tegucigalpa para culminar sus estudios secundarios en el Instituto Luis Andrés Zúñiga. Posteriormente realizó estudios universitarios en el Centro Universitario Regional del Atlántico ubicado en La Ceiba, donde recibió el título de Ingeniero Agrónomo, para luego continuar con sus estudios de Periodismo en su ciudad natal en el Centro Universitario Regional del Norte.

## Asesinato
El día lunes 24 de junio de 2013, Aníbal fue privado de su libertad cuando se desplazaba por la ciudad de San Pedro Sula a inmediaciones del Estadio Olímpico Metropolitano, horas más tarde fue encontrado su vehículo abandonado en el que se encontró un impacto de bala y sangre, inmediatamente los medios de comunicación y testigos oculares reportaban el hallazgo del cuerpo sin vida de Aníbal pero más tarde la policía negaba haber encontrado al periodista y se desplazaron operativos militares durante los siguientes 14 días a su búsqueda mientras se hablaba de un posible secuestro. Posterior a la captura de varios sospechosos la policía declaró tener fuertes indicios del paradero de Aníbal Barrow, esto debido a la cooperación con la fiscalía de uno de los supuestos malhechores. El día miércoles 10 de julio fue encontrado el cuerpo sin vida del periodista al interior de una laguna ubicada en Villanueva. Según declaraciones del testigo protegido e implicado directo en el crimen, Aníbal Barrow murió pocos minutos luego de su rapto a causa de un impacto de bala en la sien izquierda.
El 29 de febrero del 2024, en el Juicio del expresidente de Honduras Juan Orlando Hernández, detenido en New York por narcotráfico a gran escala, el narcotraficante  también detenido en New York, Devis Leonel Rivera Maradiaga confirmó que él fue quien ordenó matar a Anibal Barrow, alegando que hablaba mal de “Los Cachiros” su cartel criminal de drogas.